# Guerra de ediciones
Una guerra de ediciones también conocida como batalla de ediciones o pelea de edición representa una situación que surge en los sitios web de edición abierta. Ocurre frecuentemente que en páginas hechas en wiki, como Wikipedia, los usuarios se deshacen sus cambios recíprocamente en un intento de imponer su versión preferida de una página, ya que cada vez que alguien edita una página la versión anterior se almacena en el historial. Los conflictos de edición se originan cuando hay poco o ningún control sobre la edición.

## En Wikipedia

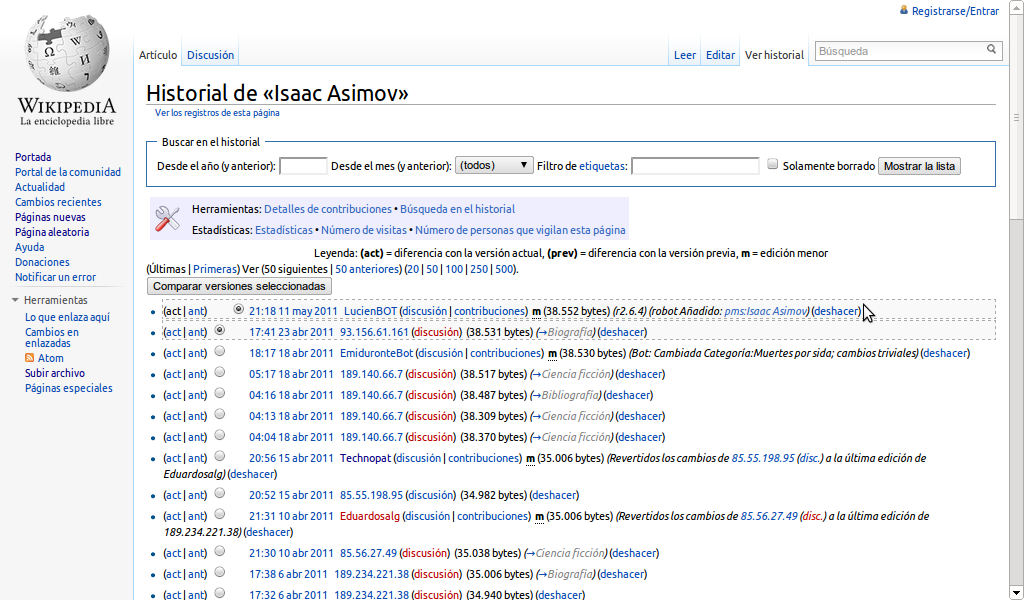
Vista del historial de un artículo en Wikipedia en español.

En Wikipedia, uno de los wiki más conocidos, son comunes las guerras de edición entre dos o más editores. No obstante, esto se controla cuando el artículo está protegido por un bibliotecario.
Wikipedia tiene una política conocida como la Regla de las tres reversiones: cualquier editor tiene permitido un máximo de tres reversiones en un día a una determinada página después de la primera reversión. Si un editor revierte más de tres veces en ese día, podría llegar a ser bloqueado durante un breve periodo de tiempo.
Si una página en particular ha estado afectada por una guerra de ediciones y hay muchos editores implicados, la página será protegida por los bibliotecarios, de manera que entonces solo ellos pueden editarla. Para proponer una corrección al artículo, la página debe ser discutida y aprobada por un bibliotecario. Pero ni siquiera a este se le permite hacer cambios importantes a una página afectada por una guerra de ediciones cuando dichos cambios no reflejan el consenso.

### Casos conflictivos
Es más común que los conflictos de este tipo se produzcan en los temas más populares.
Por ejemplo, el Daily Telegraph informó en septiembre de 2009 de que el artículo en Wikipedia del cineasta Roman Polanski había sido bloqueado temporalmente a raíz de una guerra de ediciones de colaboradores.
En enero de 2019 algunos usuarios modificaron el artículo en Wikipedia de Juan Guaidó Márquez como el presidente encargado de Venezuela y cuestionan el actual periodo de Maduro. En total hubo unas 37 ediciones en 2 horas. Esto, naturalmente, generó una batalla de ediciones.
"Comenzó una guerra de cambios en el perfil de Juan Guaidó para ponerlo como presidente interino de Venezuela y luego cambiaron la lista de presidentes para poner que la presidencia de Nicolás Maduro estaba en disputa. Esto a raíz de unas campañas electorales muy poco democráticas y transparente que se vive en Venezuela".